# Conimbriga
Conimbriga è un sito archeologico del Portogallo di un'antica città romana della Lusitania, ubicato a circa 17 chilometri a sud di Coimbra, sulla antica strada militare romana che collegava Lisbona a Braga. È il sito archeologico romano meglio conservato di tutta la penisola iberica.

## La storia
Molti ritengono che la Conimbriga romana derivi da un insediamento celtico, ma la cosa certa è che la città fu conquistata dai Romani, nel 139 a.C., nella campagna condotta da Decimo Giunio Bruto.
Sotto l'imperatore Cesare Augusto, (I secolo), la città ebbe un notevole sviluppo con la costruzione delle Terme e del Foro.
Alla fine del IV secolo, a seguito del declino dell'Impero Romano, attorno alla città venne costruita una cinta muraria, di oltre 1.500 metri, per sostituire o rinforzare le antiche mura del tempo di Augusto. 
I risultati della costruzione denotano una certa urgenza nella realizzazione dell'opera evidenziando un clima di tensione per l'imminenza di attacchi da parte di orde barbariche.
Nel 468 gli Svevi prendono d'assalto la città distruggendo parte delle mura. Da questo momento inizia il declino di Conimbriga che culminerà con il trasferimento della Diocesi a Coimbra che poteva vantare una migliore difesa e un'organizzazione urbana più organica. Parte degli abitanti di Conimbriga costruirono la città di Condeixa-a-Velha più a nord.
Nel corso di una campagna di scavi archeologici, nel 1913, vennero scoperti alcuni reperti risalenti all'età del ferro che hanno dato testimonianza dell'esistenza di insediamenti umani in quel periodo.
Altre notizie ci pervengono da fonti letterarie antiche: nel descrivere la Lusitania e la valle del Douro, Caio Plinio Secondo, cita l'oppidum Conimbriga; l'Itinerarium di Antonino menziona un insediamento fra Olisipo (Lisbona) e Bracara Augusta (Braga).
Dopo le invasioni barbariche la città continua ad essere abitata, prima sotto il dominio dei Visigoti e poi degli Arabi, come testimonia un'iscrizione del VI secolo. 

## Gli scavi archeologici
Le prime campagne di scavo organiche hanno inizio nel 1899, ma soltanto a partire dal 1955, con l'intensificarsi del lavoro, verrà alla luce la magnificenza dei resti archeologici.
Conimbriga è una delle poche città romane che conserva una cinta muraria di forma pressoché triangolare. Particolarmente notevole, per pianta e per i mosaici che la pavimentano, è una grande villa urbana con peristilio centrale sita nella parte nord della città. Un altro grande edificio venuto alla luce è rappresentato dalle terme con le loro classiche suddivisioni. L'abbondante materiale archeologico trovato nel corso degli scavi, è stato ordinato nel museo di Conimbriga.
Fra i vari archeologi che sovrintendettero agli scavi si ricorda Virgilio Ferreira che condusse un'intensa campagna fra il 1930 e il 1944 (anno della sua morte). Fra le sue scoperte si ricordano:
- Le terme pubbliche
- Tre abitazioni private fra le quali spicca la Casa dos Repuxos (Casa delle fontane) dalla superficie di 569 m² pavimentata a mosaico e con un giardino centrale dotato di vasche e fontane con oltre 500 cannelle dalle quali fuoriusciva l'acqua.
- Una basilica paleocristiana
- Una lussuosa abitazione con terme private

Il proseguimento degli scavi porta alla luce un foro di epoca augustea demolito durante la dinastia flavia, epoca in cui la città ricevette uno statuto comunale, per dar luogo alla costruzione di un nuovo foro più consono alle maggiori dimensioni e alla monumentalità della nuova città.
In questo settore della città sono state rinvenute delle abitazioni del periodo claudio abitate dagli artigiani. Un acquedotto, lungo circa 3 chilometri, trasportava l'acqua da una sorgente vicina alla città. 

## Galleria d'immagini

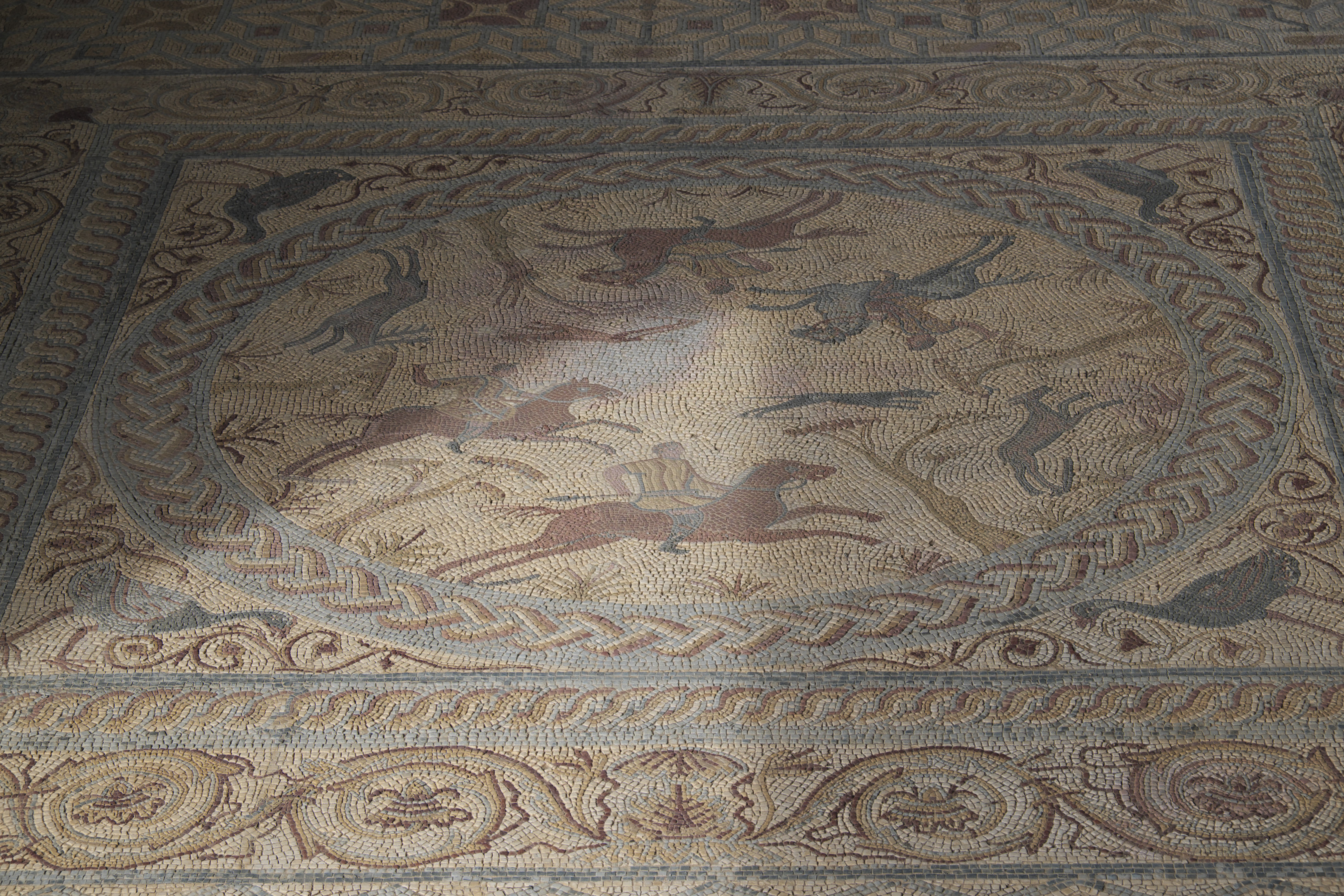
Uno dei mosaici di Conímbriga
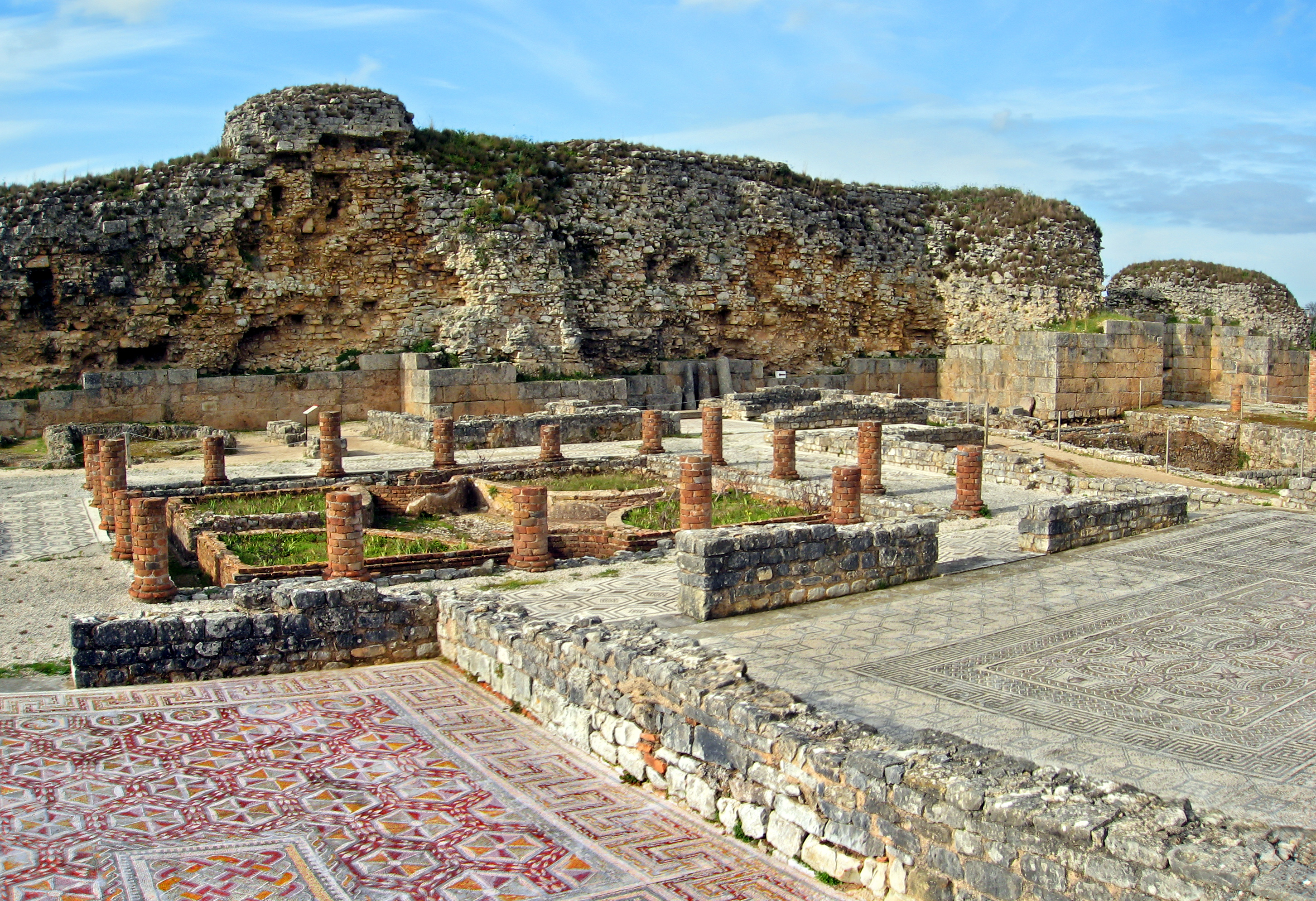
Altra veduta delle rovine di Conimbriga
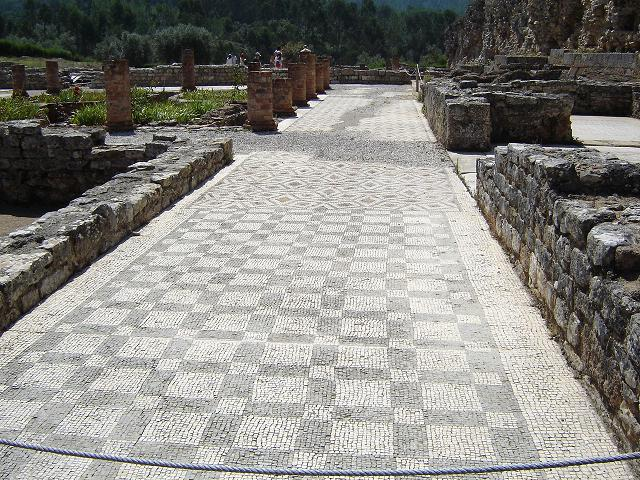
Una strada di Conimbriga
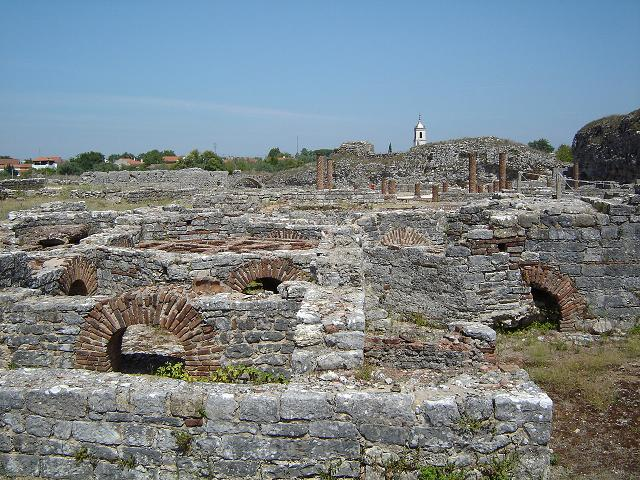
Conimbriga
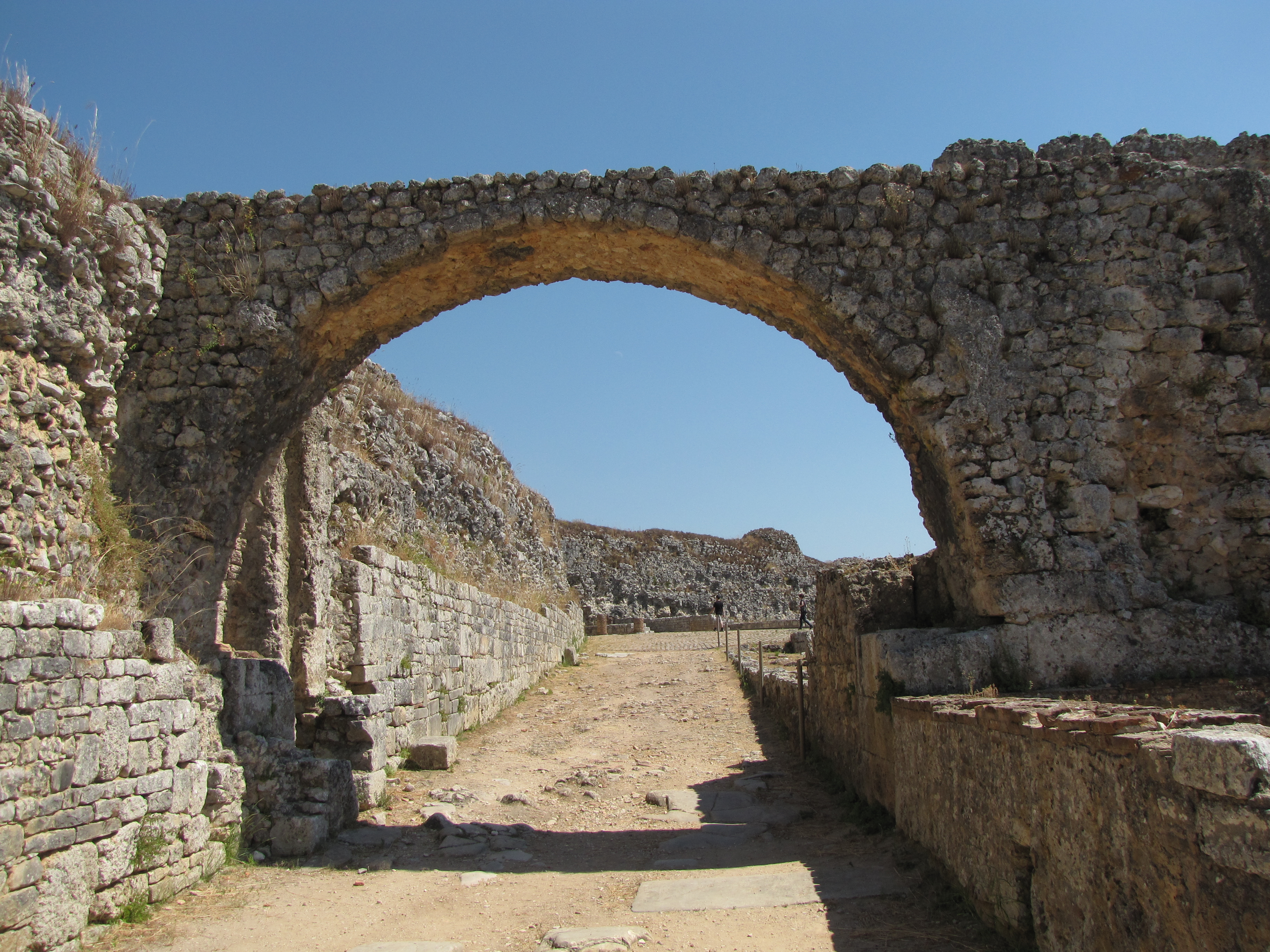
Arco e parete di Conimbriga
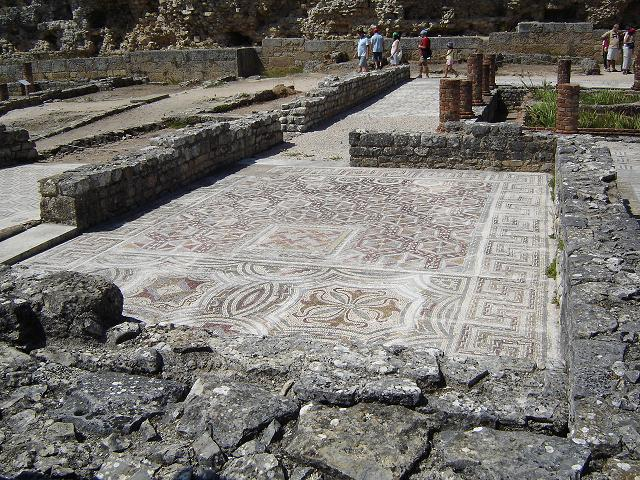
Conimbriga
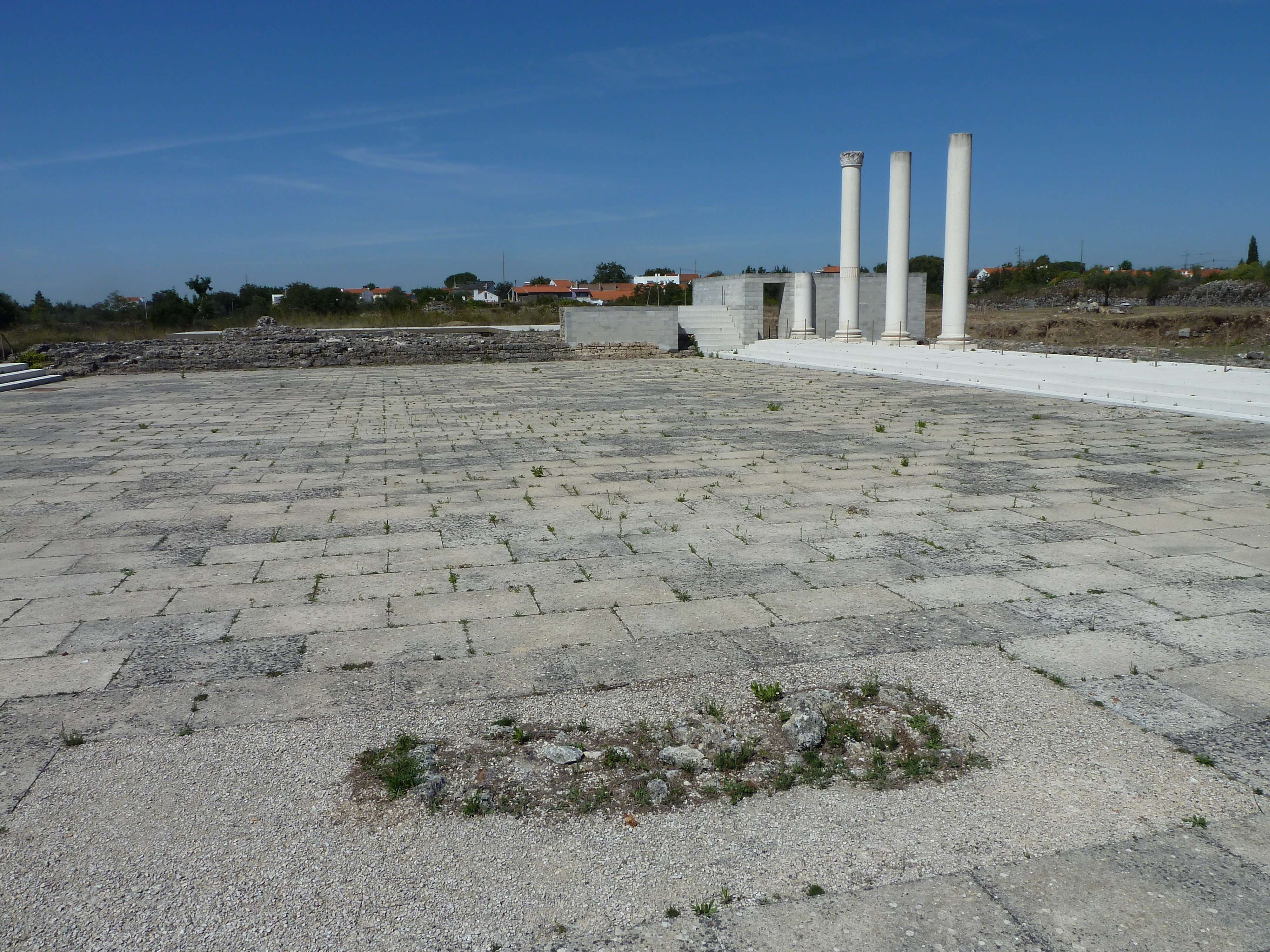
Conimbriga
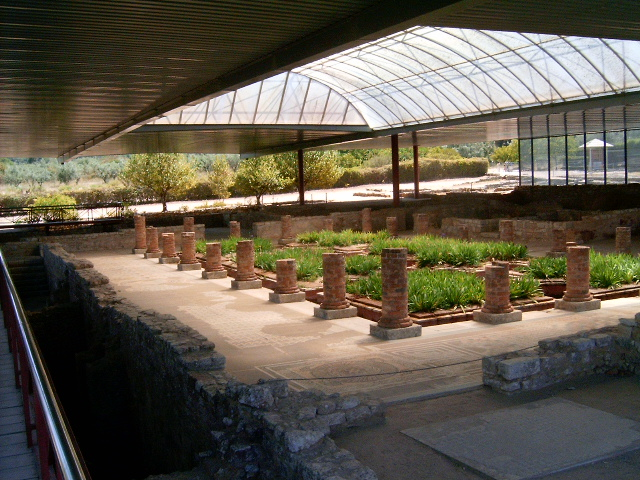
Conimbriga
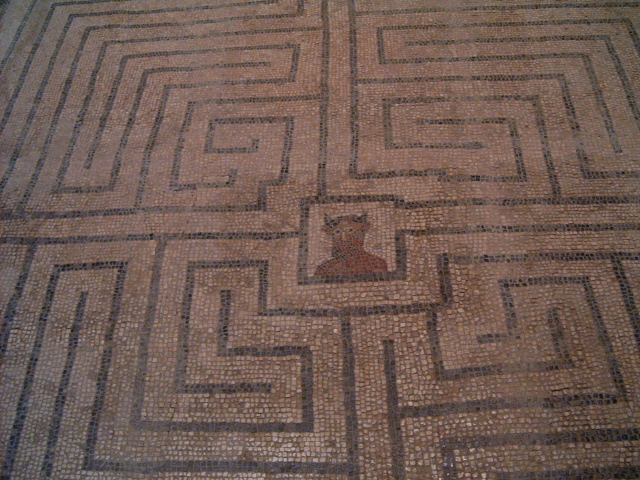
Mosaico con un labirinto
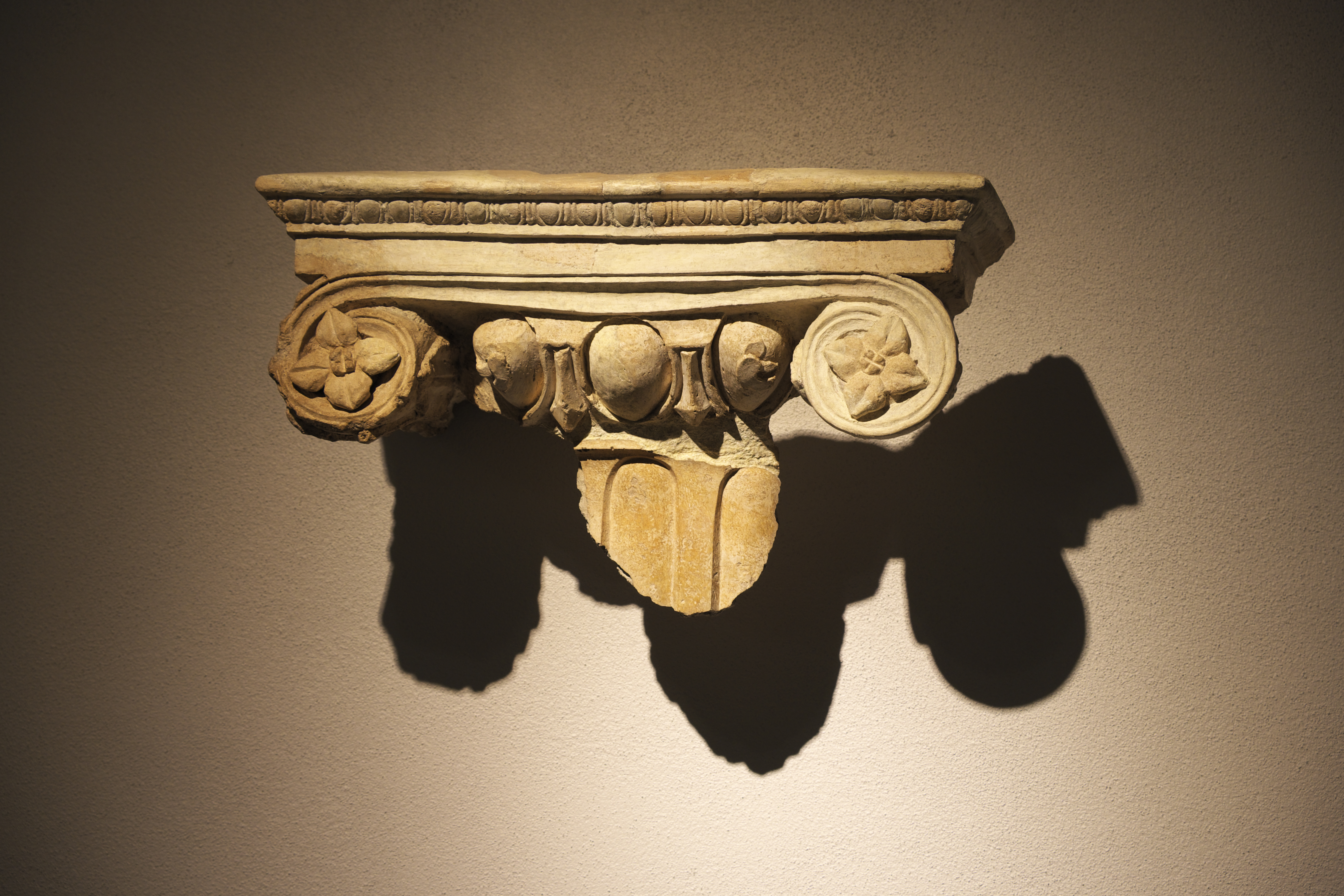
Il capitello
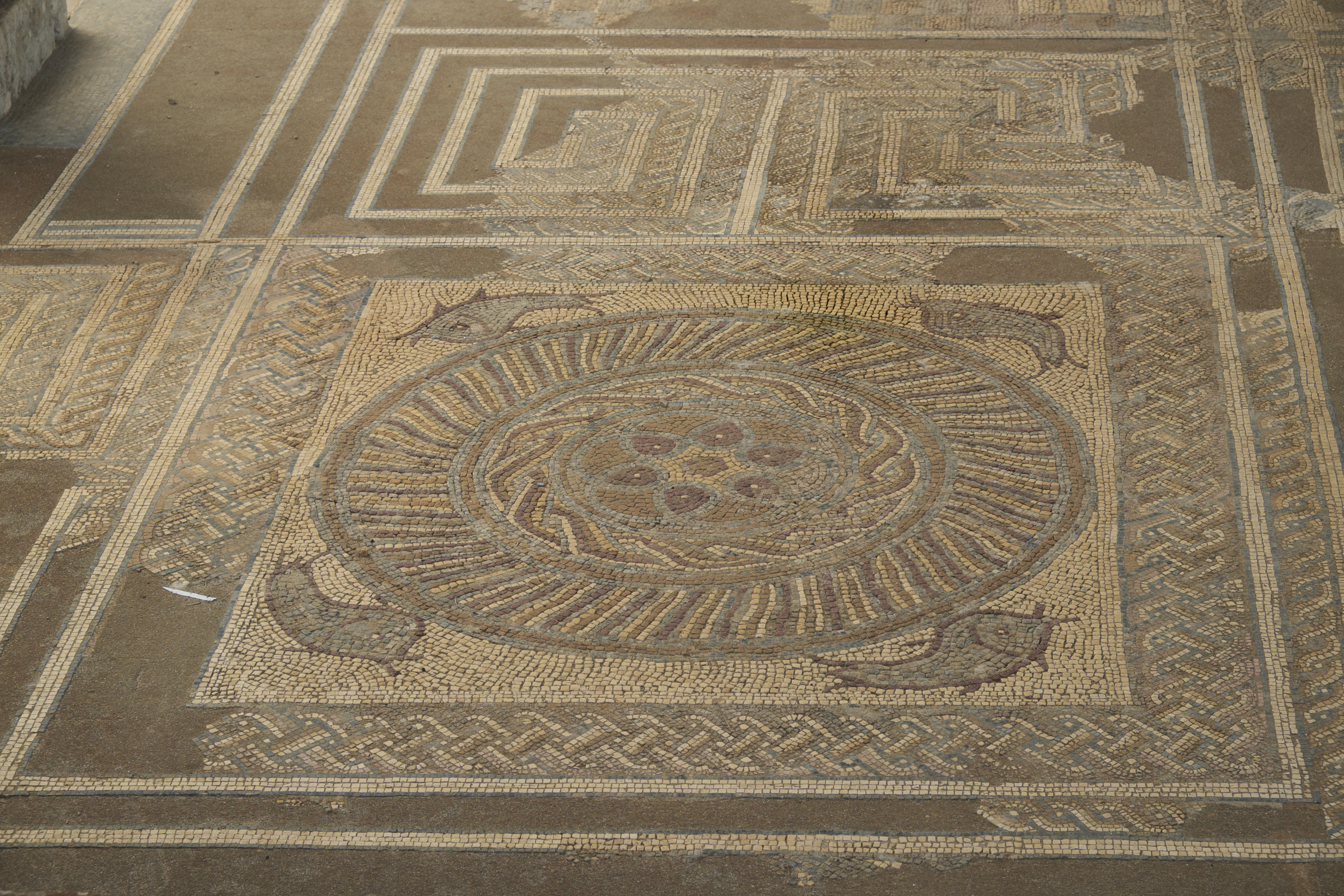
Mosaico sul pavimento